# Kirche von Küçükköy
Koordinaten: 37° 59′ 54,6″ N, 34° 35′ 12″ O

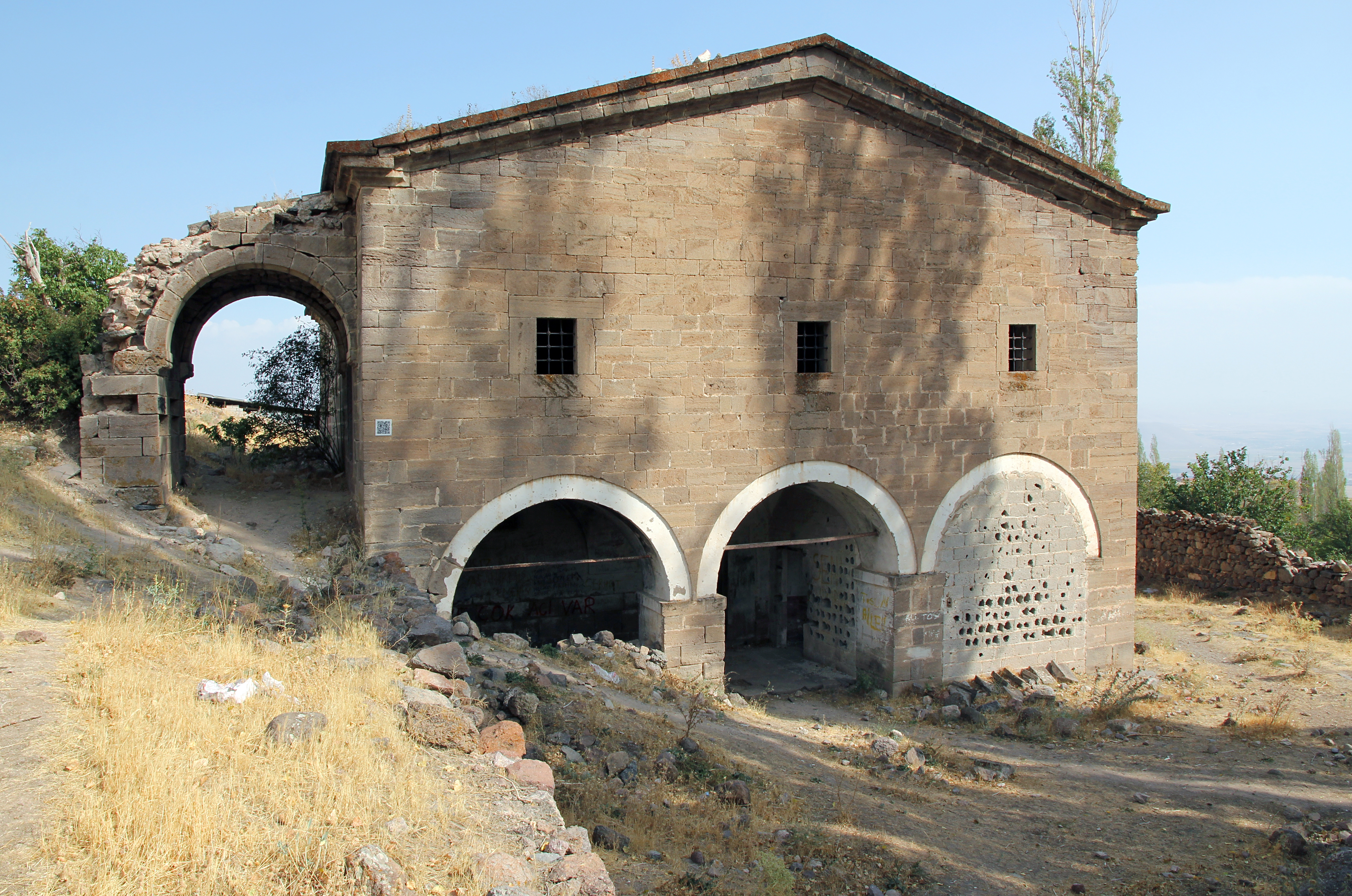
Ansicht von Westen

Die Kirche von Küçükköy ist eine Klosterkirche in der türkischen Provinz Niğde. Ihr Erbauungsdatum ist unbekannt, sie wurde 1834 renoviert und dem Heiligen Nikolaus geweiht. Die Kirche liegt im Dorf Küçükköy im zentralen Bezirk der Provinz, etwa acht Kilometer nordwestlich der Provinzhauptstadt Niğde.

## Beschreibung
Die Kirche ist eine nach Osten ausgerichtete dreischiffige Basilika mit einem Narthex im Westen. Der Narthex ist in drei Abschnitte mit Kreuzgewölbe geteilt. Der südliche Teil ist geschlossen, die beiden anderen mit Bögen nach Westen geöffnet. Vom mittleren Teil aus führt eine Tür in den Innenraum. Der Naos besteht aus drei durch Säulen getrennten Schiffen, die im Osten durch halbrunde Apsiden abgeschlossen werden. Das größere Mittelschiff ist von drei Pendentifkuppeln bekrönt, die Seitenschiffe werden mit Tonnengewölben abgeschlossen. Die Wände und Säulen sind im unteren Teil stark zerstört, im Dachbereich ist die Bemalung recht gut erhalten. In den Zwickeln der Zentralkuppel befinden sich Fresken der vier Evangelisten. An der Wand im Südwesten ist eine sehr zerstörte Darstellung des Opfers des Abraham zu sehen. Kuppeln und Gurtbögen sind mit floralen Ornamenten geschmückt. Der Raum ist durch Fenster in den Apsiden und den Seitenfenstern sowie über der Galerie beleuchtet. 
Unter den Konsolen, die außen die Apsiden umlaufen, verläuft eine Schlange mit zwei Drachenköpfen an den Enden. Von einem kreuzgewölbten offenen Anbau an der Nordwestseite ist die Empore zu betreten, die über dem Narthex liegt. Der Bau ist an allen vier Seiten von Mauern aus kleinen Bruchsteinen umgeben.

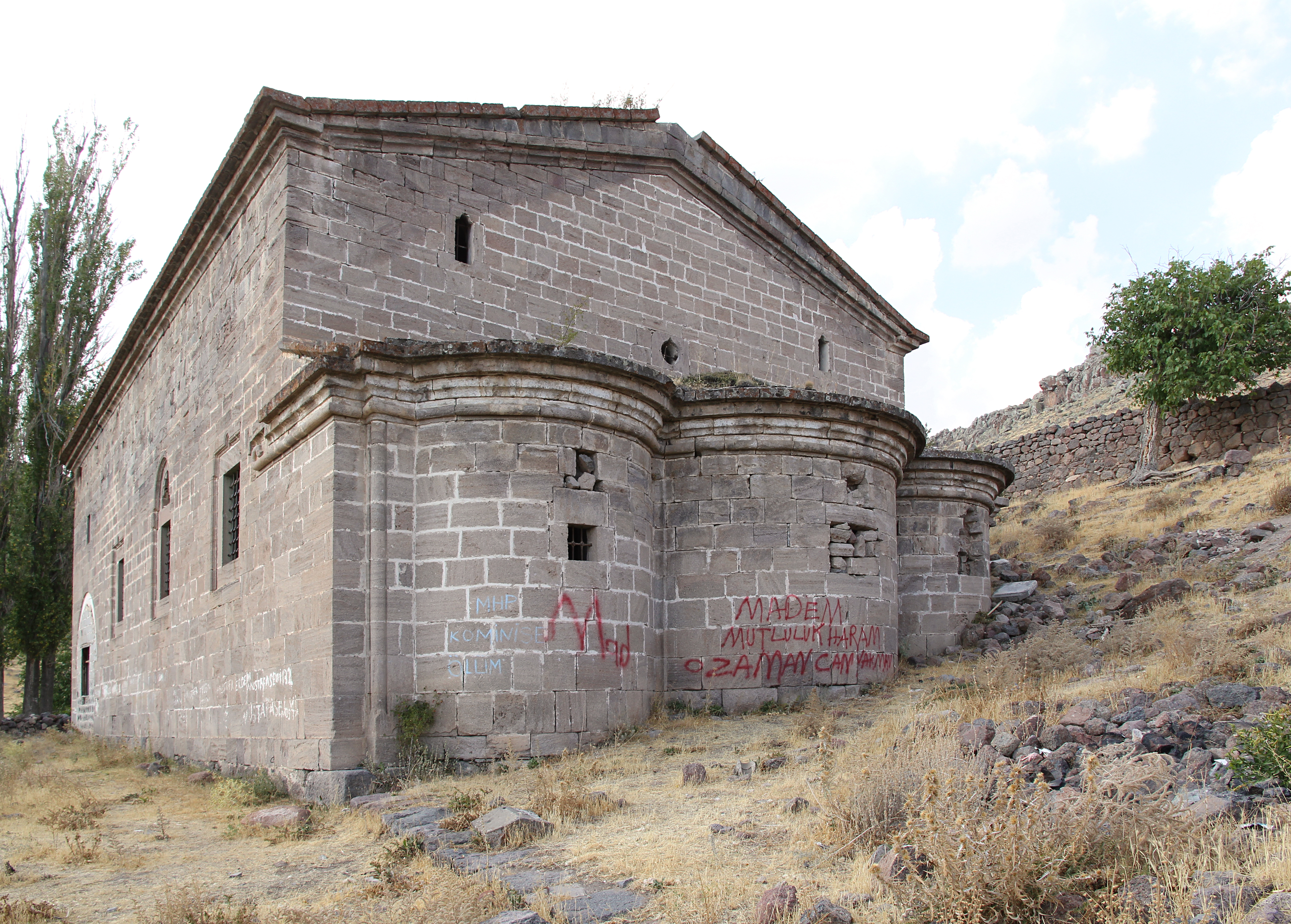
Apsiden von Osten
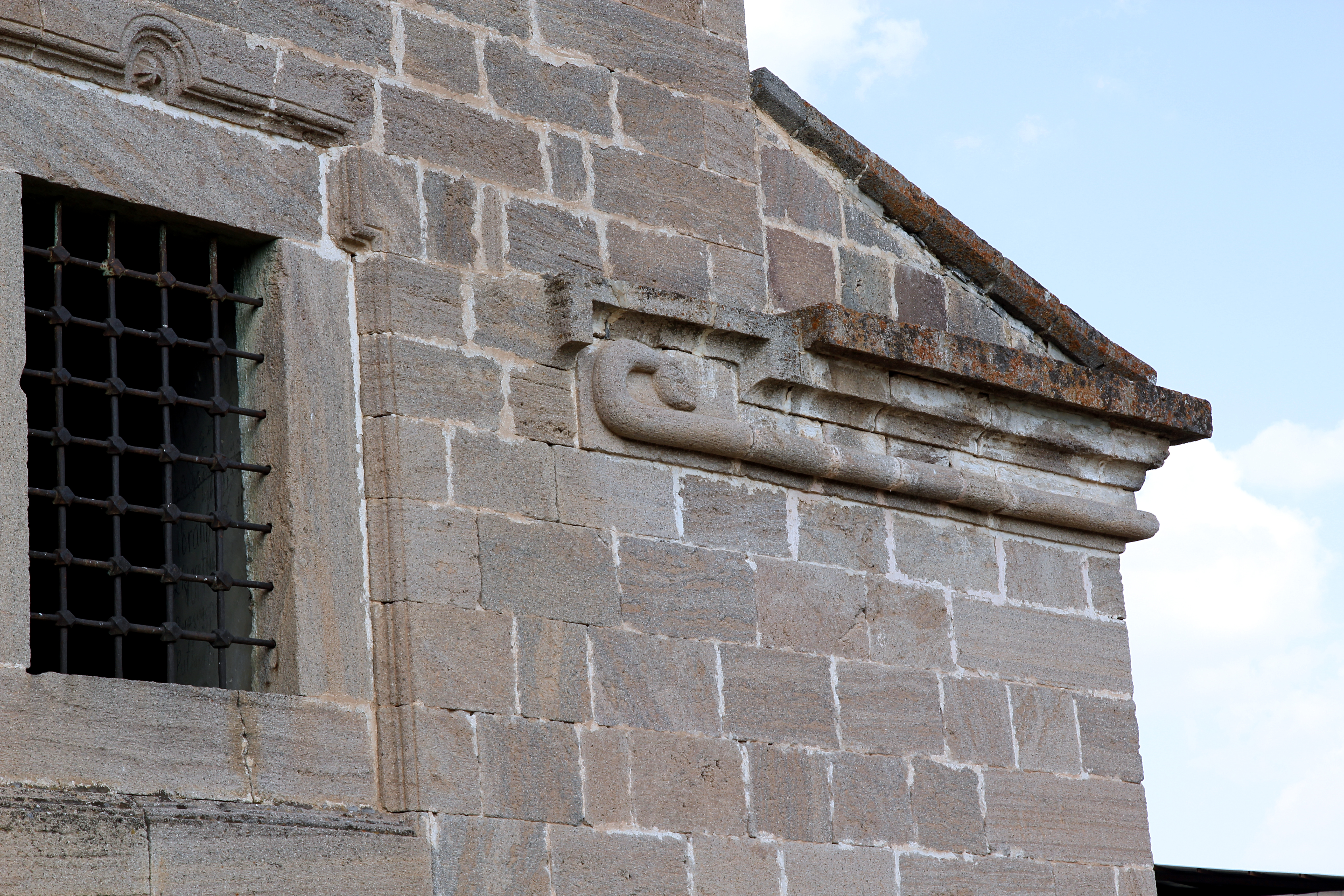
Schlangenornament
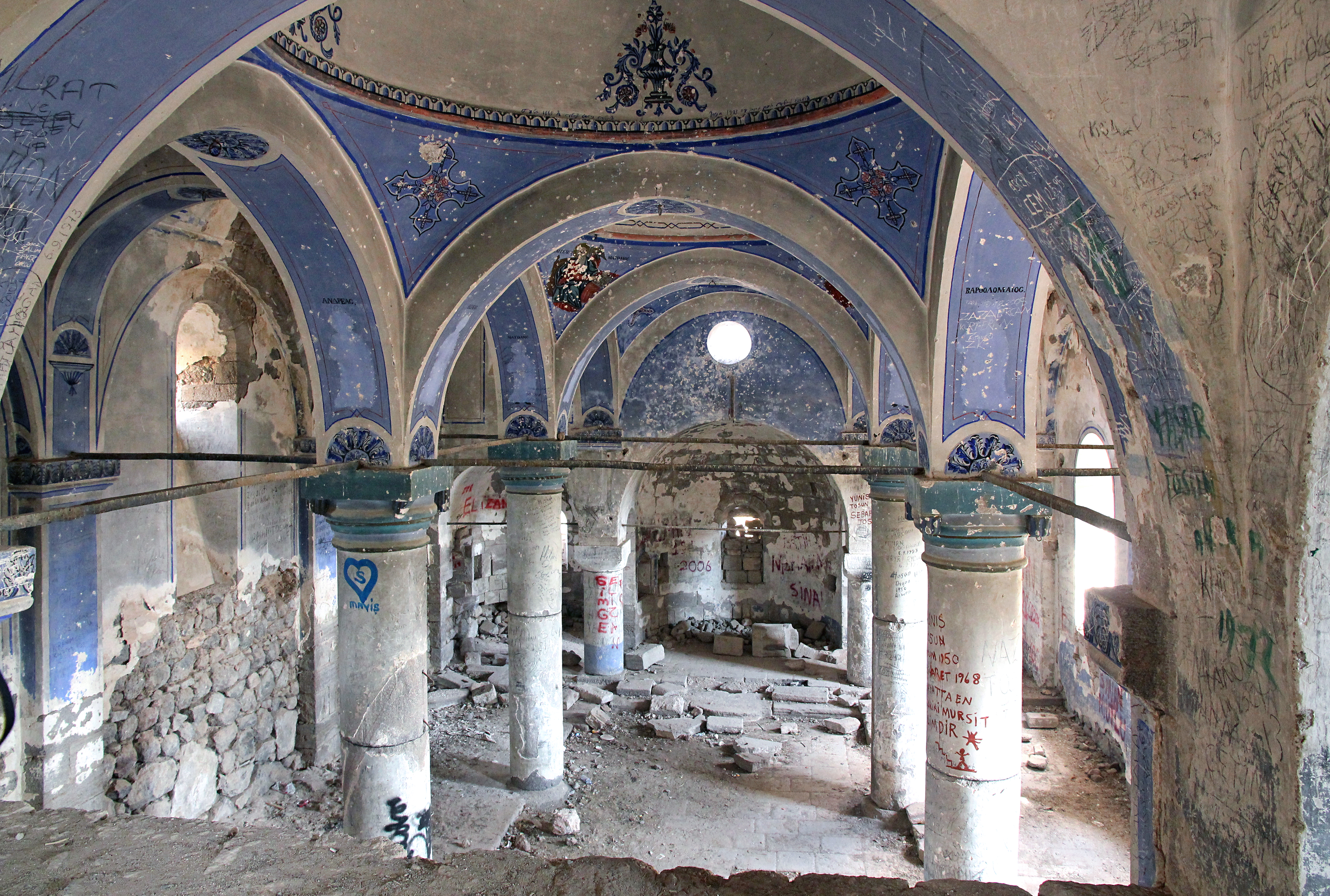
Blick von der Galerie auf die Apsiden
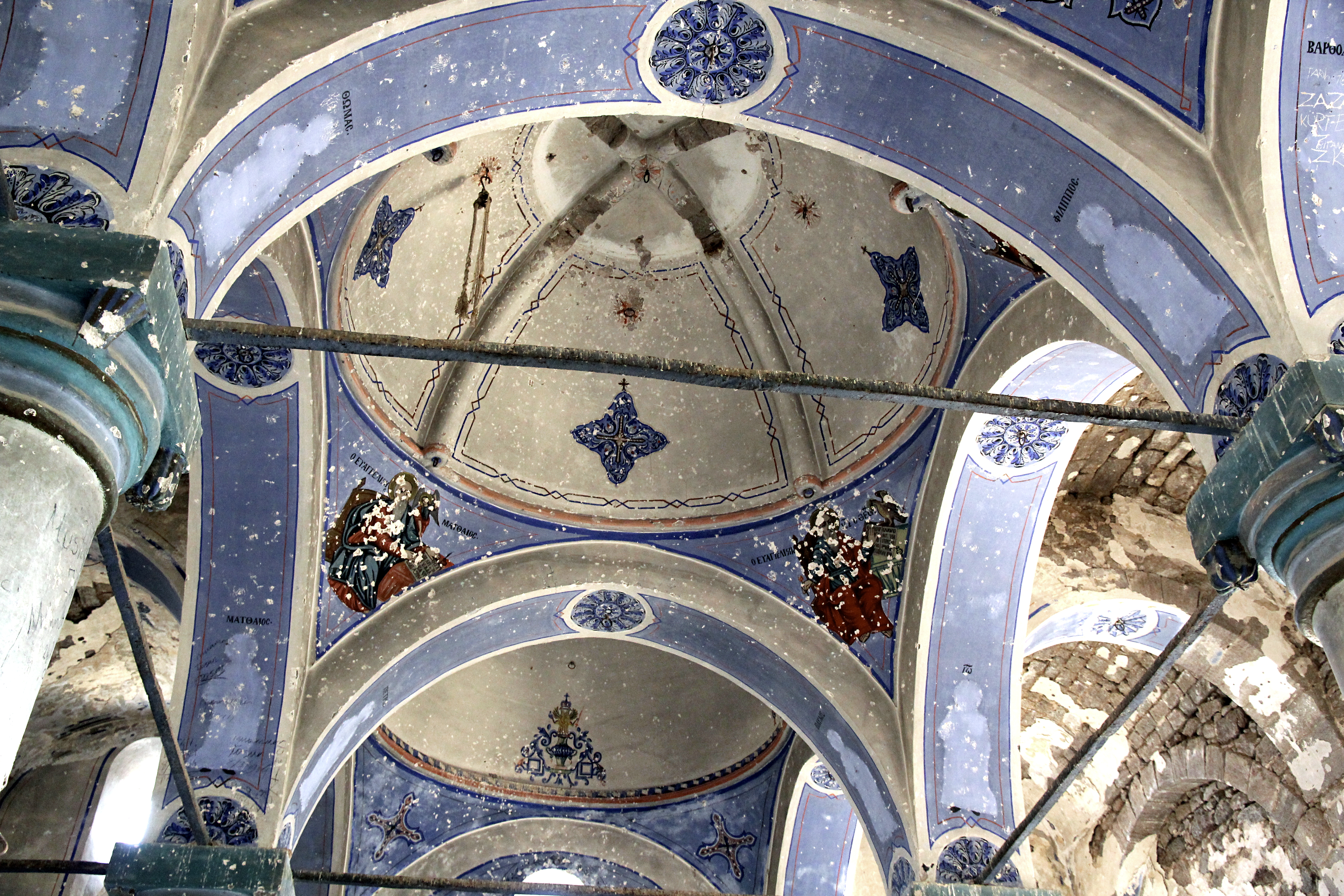
Zentralkuppel
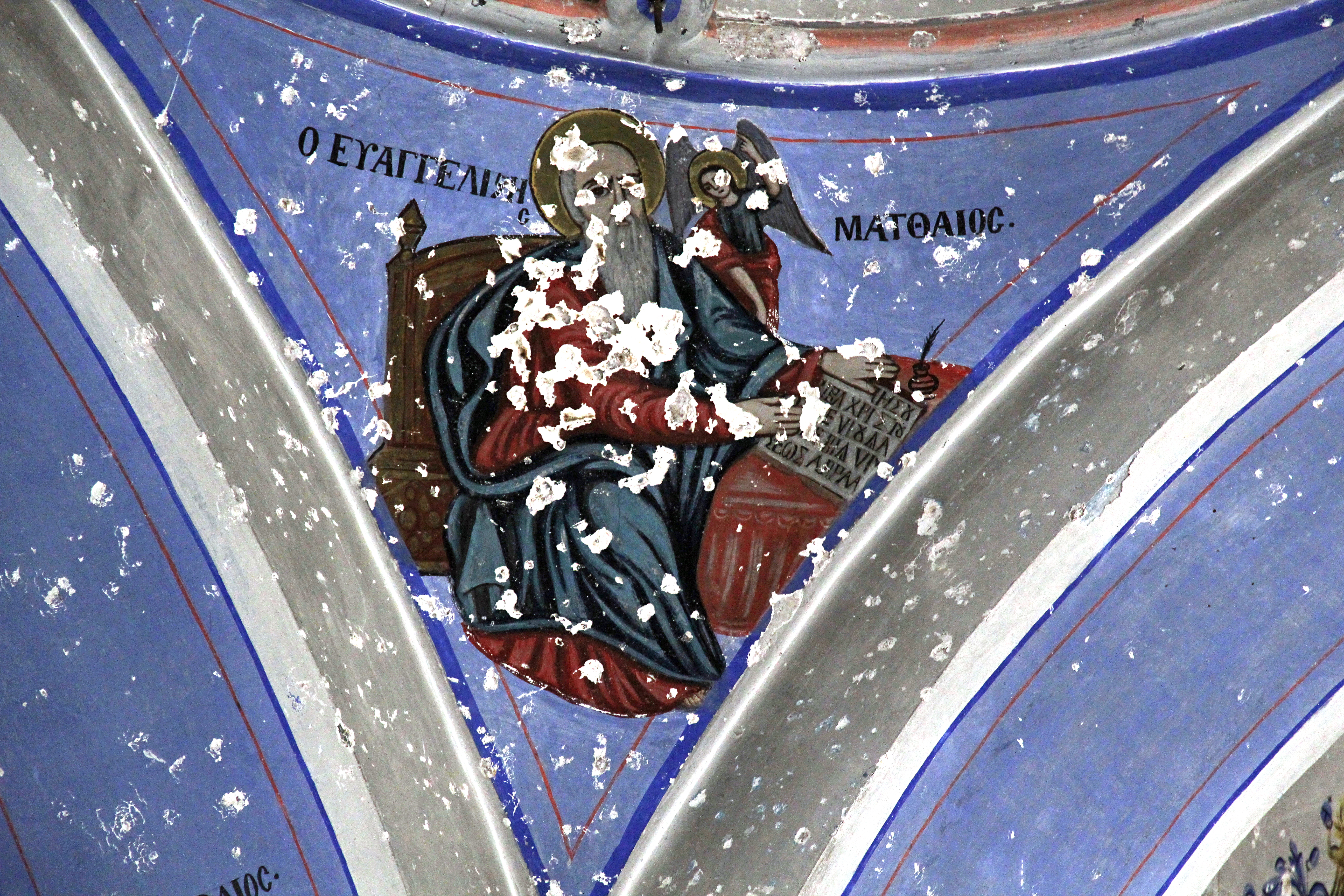
Fresko des Evangelisten Matthäus